# Турцизъм
Турцизъм е дума, навлязла в даден език от турски или османски турски език.
В българския и другите балкански езици има много турцизми поради продължилото 5 века османско владичество, по времето на което османотурският е официален език.
Чрез турските думи в публицистиката се "постига не само по-оригинален изказ, те са удобно средство за изразяване на негативно отношение към коментирания обект или явление – фамилиарничене, изобличаване, окарикатуряване.

## Примери
- Авер
- Балък
- Юруш
- Кадем
- Чаршия
- Кеф
- Акъл
- Адаш
- Авджии
- Аман
- Язък
- Зорлем
- Касапин
- Гьол
- Гемиш